# Rudolf Strempel
Rudolf Strempel (* 9. Juli 1891 in Heusweiler; † 1981 in Bad Wiessee) war ein deutscher Arzt für Haut- und Geschlechtskrankheiten und Hochschullehrer in Homburg.

## Leben
Strempel studierte in München und schloss sich 1910 dem Corps Ratisbonia an. Er wurde von Erich Hoffmann in Bonn zum Hautarzt ausgebildet. 1925 habilitierte er sich mit einer Arbeit über die Serologie der Syphilis. 1930 zum a. o. Professor ernannt, übernahm er 1934 die Abteilung für Haut- und Geschlechtskrankheiten am Wehrmachtskrankenhaus Berlin-Tempelhof.
Nach ärztlichem Kriegseinsatz, zuletzt als stellvertretender Armeearzt, übernahm Strempel im Frühjahr 1946 als erster Ordinarius die Leitung der Hautklinik im Universitätsklinikum des Saarlandes. Bis Ende desselben Jahres wurde die Klinik auf 160 Betten erweitert. Die häufigsten Krankheiten waren Gonorrhoe und Syphilis und nicht wenige Hauttuberkulosen. Daher befasste sich Strempel fast ausschließlich mit venerologischen Erkrankungen, über die er ausgezeichnete Vorlesungen hielt.
Bei einem sehr knappen Stellenplan und entsprechender Überlastung konnte 1957 der Hörsaaltrakt in Betrieb genommen und mit Norbert Klüken der erste Homburger Dermatologe habilitiert werden.